# 武田秀山

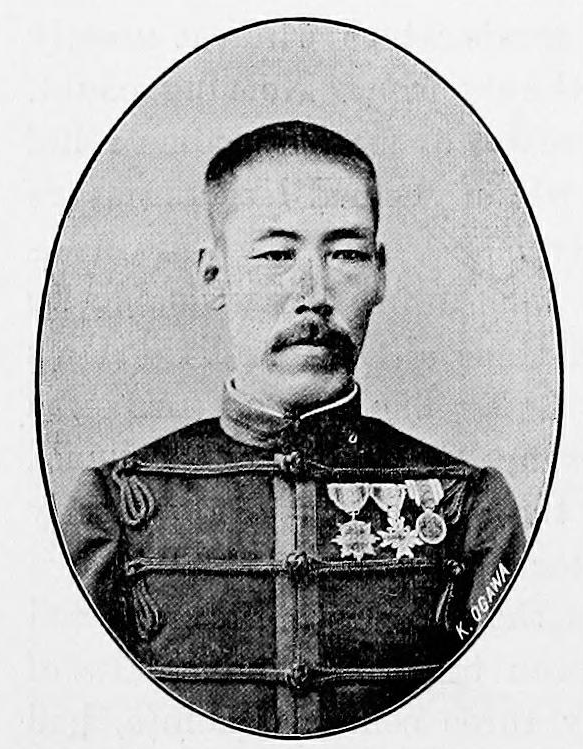
武田秀山

武田 秀山（たけだ ひでのぶ、嘉永6年12月30日（1854年1月28日） - 明治35年（1902年）12月24日）は、日本の陸軍軍人。最終階級は陸軍少将。体操練習所（のちの日本体育大学)所長。香宗我部氏（中山田氏）の子孫。

## 履歴
嘉永6年（1853年）、高知城下南与力町（現在の高知市）に生まれる。明治3年（1870年）、土佐藩兵伍長で御親兵に選ばれ、陸軍中尉に任官。
第1師団参謀などを経て、1893年（明治26年）2月、歩兵第21連隊長に就任。日清戦争には混成第9旅団長・大島義昌陸軍少将の隷下として出兵。成歓の戦い、平壌の戦いなどに従軍した。1894年（明治27年）11月、歩兵大佐に昇進し、1895年（明治28年）1月、第1軍付となり終戦を迎えた。同年8月、再び歩兵第21連隊長に就任。
1895年12月、第1師団参謀長となり、1898年（明治31年）3月、陸軍少将に進級し歩兵第2旅団長に就任。1902年（明治35年）3月、台湾総督府陸軍幕僚参謀長として赴任したが、リウマチ・マラリア・肺病を併発し、同年12月に須磨で死去した。先祖の香宗我部秀通を慕っていたため、秀通の墓に隣接して葬られた。墓標を松の木にしたのも、秀通の墓に倣ったもので、山縣有朋が寄贈した。しかし1971年（昭和46年）に台風のため倒れ、石の墓標に建て替えられた。

## 親族
- 義理弟：武田秀雄（海軍中将、三菱造船・三菱電機会長、滝乃川学園理事）
- 義理の孫：豊田貞次郎（海軍大将）
- 義理の曾孫：武田光雄（海軍大尉、豊田貞次郎次男、武田秀雄養子）
- 長男：武田秀一（陸軍中将）

## 栄典
位階
- 1889年（明治22年）7月15日 - 従六位[2]
- 1898年（明治31年）4月30日 - 正五位[3]
- 1902年（明治35年）12月24日 - 従四位[4]

勲章
| 受章年                     | 略綬 | 勲章名         | 備考 |
| -------------------------- | ---- | -------------- | ---- |
| 1889年（明治22年）5月13日  |      | 勲六等瑞宝章   |      |
| 1894年（明治27年）11月24日 |      | 勲五等瑞宝章   |      |
| 1895年（明治28年）10月18日 |      | 勲四等瑞宝章   |      |
| 1895年（明治28年）10月18日 |      | 功四級金鵄勲章 |      |
| 1901年（明治34年）5月31日  |      | 勲三等瑞宝章   |      |